# Record du monde de Megaminx
 (mars 2025).
 (mars 2025).
 (mars 2025).
La mise en forme du texte ne suit pas les recommandations de Wikipédia : il faut le « wikifier ».
Les points d'amélioration suivants sont les cas les plus fréquents :
- Les titres sont pré-formatés par le logiciel. Ils ne sont ni en capitales, ni en gras.
- Le texte ne doit pas être écrit en capitales (les noms de famille non plus), ni en gras, ni en italique, ni en « petit »…
- Le gras n'est utilisé que pour surligner le titre de l'article dans l'introduction, une seule fois.
- L'italique est rarement utilisé : mots en langue étrangère, titres d'œuvres, noms de bateaux, etc.
- Les citations ne sont pas en italique mais en corps de texte normal. Elles sont entourées par des guillemets français : « et ».
- Les listes à puces sont à éviter, des paragraphes rédigés étant largement préférés. Les tableaux sont à réserver à la présentation de données structurées (résultats, etc.).
- Les appels de note de bas de page (petits chiffres en exposant, introduits par l'outil «  Source ») sont à placer entre la fin de phrase et le point final[comme ça].
- Les liens internes (vers d'autres articles de Wikipédia) sont à choisir avec parcimonie. Créez des liens vers des articles approfondissant le sujet. Les termes génériques sans rapport avec le sujet sont à éviter, ainsi que les répétitions de liens vers un même terme.
- Les liens externes sont à placer uniquement dans une section « Liens externes », à la fin de l'article. Ces liens sont à choisir avec parcimonie suivant les règles définies. Si un lien sert de source à l'article, son insertion dans le texte est à faire par les notes de bas de page.
- La présentation des références doit suivre les conventions bibliographiques. Il est recommandé d'utiliser les modèles {{Ouvrage}}, {{Chapitre}}, {{Article}}, {{Lien web}} et/ou {{Bibliographie}}. Le mode d'édition visuel peut mettre en forme automatiquement les références.
- Insérer une infobox (cadre d'informations à droite) n'est pas obligatoire pour parachever la mise en page.

Pour une aide détaillée, merci de consulter Aide:Wikification.
Si vous pensez que ces points ont été résolus, vous pouvez retirer ce bandeau et améliorer la mise en forme d'un autre article.
 (mars 2025).
 (mars 2025).
| Temps         | Compétiteur          | Nationalité  | Lieu                            | Date              |
| ------------- | -------------------- | ------------ | ------------------------------- | ----------------- |
| 22 s 89       | Aidan Grainger       | Royaume-Uni  | Weston-super-Mare Spring 2025   | 18 mai 2025       |
| 23 s 18       | Leandro Martín López | Argentine    | Di Tella Inspira 2024           | 13 avril 2024     |
| 24 s 12       | Leandro Martín López | Argentine    | Río Cuarto al Cubo 2023         | 9 décembre 2023   |
| 24 s 44       | Leandro Martín López | Argentine    | Di Tella Open v2 2023           | 22 juillet 2023   |
| 25 s 24       | Juan Pablo Huanqui   | Pérou        | Lima Cuberano 2022              | 13 mars 2022      |
| 27 s 22       | Juan Pablo Huanqui   | Pérou        | La Tienda Cubera Christmas 2019 | 21 décembre 2019  |
| 27 s 81       | Juan Pablo Huanqui   | Pérou        | CubingUSA Nationals             | 28 juillet 2018   |
| 29 s 49       | Juan Pablo Huanqui   | Pérou        | WCA Euro 2018                   | 22 juillet 2018   |
| 29 s 93       | Juan Pablo Huanqui   | Pérou        | LatAm Tour - Santiago 2017      | 11 juin 2017      |
| 31 s 53       | Juan Pablo Huanqui   | Pérou        | Rubik Pro 2017                  | 21 mai 2016       |
| 33 s 17       | Yu Da-Hyun           | Corée du Sud | Busan Winter 2016               | 11 décembre 2016  |
| 34 s 40       | Juan Pablo Huanqui   | Pérou        | Torneo de Speedcubers 2016      | 30 octobre 2016   |
| 35 s 18       | Juan Pablo Huanqui   | Pérou        | Lima Rubik 2016                 | 28 août 2016      |
| 35 s 50       | Juan Pablo Huanqui   | Pérou        | US Nationals 2016               | 30 juillet 2016   |
| 35 s 94       | Nicolas Naing        | États-Unis   | Big Apple Spring 2016           | 21 mai 2016       |
| 37 s 58       | Yu Da-Hyun           | Corée du Sud | Spring Comes 2015               | 11 avril 2015     |
| 37 s 83       | Yu Da-Hyun           | Corée du Sud | Asian Championship 2014         | 3 novembre 2014   |
| 39 s 57       | Louis Cormier        | Canada       | Euro 2014                       | 10 août 2014      |
| 42 s 28       | Simon Westlund       | Suède        | Danish Open 2011                | 24 avril 2011     |
| 46 s 81       | Simon Westlund       | Suède        | Helsinki Open 2011              | 23 janvier 2011   |
| 47 s 53       | Bálint Bodor         | Hongrie      | Euro 2010                       | 3 octobre 2010    |
| 49 s 71       | Bálint Bodor         | Hongrie      | Slovenian Open 2010             | 24 avril 2010     |
| 57 s 94       | Bálint Bodor         | Hongrie      | World Championship 2009         | 11 octobre 2009   |
| 59 s 33       | Takumi Yoshida       | Japon        | Amagasaki Open 2009             | 12 janvier 2009   |
| 1 min 01 s 78 | Erik Akkersdijk      | Pays-Bas     | Belgian Open 2008               | 3 février 2008    |
| 1 min 12 s 59 | Erik Akkersdijk      | Pays-Bas     | Swedish Cube Day 2007           | 15 décembre 2007  |
| 1 min 14 s 90 | Erik Akkersdijk      | Pays-Bas     | Dutch Open 2007                 | 14 octobre 2007   |
| 1 min 17 s 46 | Erik Akkersdijk      | Pays-Bas     | World Championship 2007         | 7 octobre 2007    |
| 1 min 23 s 55 | Stefan Pochmann      | Allemagne    | Dutch Open 2006                 | 15 octobre 2006   |
| 1 min 29 s 05 | Stefan Pochmann      | Allemagne    | Euro 2006                       | 24 septembre 2006 |
| 1 min 32 s 30 | Stefan Pochmann      | Allemagne    | German Open 2006                | 22 avril 2006     |
| 1 min 41 s 82 | Stefan Pochmann      | Allemagne    | World Championship 2005         | 6 novembre 2005   |
| 1 min 55 s 34 | Stefan Pochmann      | Allemagne    | German Open 2005                | 23 avril 2005     |
| 2 min 12 s 82 | Grant Tregay         | États-Unis   | World Championship 2003         | 24 août 2003      |

| Temps         | Compétiteur          | Nationalité  | Lieu                            | Date             |
| ------------- | -------------------- | ------------ | ------------------------------- | ---------------- |
| 25 s 36       | Timofei Tarasenko    | Russie       | Central Asian Tour Astana 2025  | 8 février 2025   |
| 26 s 60       | Leandro Martín López | Argentine    | Buenos Aires Fin de Año 2024    | 31 décembre 2024 |
| 26 s 84       | Leandro Martín López | Argentine    | Nacionales Argentinas 2023      | 3 septembre 2023 |
| 27 s 09       | Leandro Martín López | Argentine    | Di Tella Open v2 2023           | 23 juillet 2023  |
| 27 s 27       | Leandro Martín López | Argentine    | Santa Fe Cubea 2023             | 18 juin 2023     |
| 27 s 34       | Leandro Martín López | Argentine    | Jaqueca Di Tella 2023           | 27 mai 2023      |
| 28 s 03       | Tristan Chua Yong    | Singapour    | Medan Speedcubing Festival 2023 | 29 avril 2023    |
| 28 s 56       | Leandro Martín López | Argentine    | Buenos Aires Cubea 2022         | 19 novembre 2022 |
| 29 s 27       | Leandro Martín López | Argentine    | Jaqueca de Florida 2022         | 11 juin 2022     |
| 30 s 39       | Juan Pablo Huanqui   | Pérou        | Wuxi Open 2019                  | 11 août 2019     |
| 31 s 70       | Juan Pablo Huanqui   | Pérou        | CubingUSA Nationals 2019        | 3 août 2019      |
| 32 s 03       | Yu Da-Hyun           | Corée du Sud | CWR Winter 2018                 | 24 février 2018  |
| 35 s 15       | Juan Pablo Huanqui   | Pérou        | LatAm Tour - Santiago 2017      | 11 juin 2017     |
| 37 s 25       | Yu Da-Hyun           | Corée du Sud | Busan Winter 2016               | 11 décembre 2016 |
| 39 s 43       | Juan Pablo Huanqui   | Pérou        | Torneo de Speedcubers 2016      | 30 octobre 2016  |
| 39 s 86       | Juan Pablo Huanqui   | Pérou        | Lima Rubik 2016                 | 28 août 2016     |
| 40 s 94       | Juan Pablo Huanqui   | Pérou        | US Nationals 2016               | 30 juillet 2016  |
| 42 s 89       | Yu Da-Hyun           | Corée du Sud | Asian Championship 2014         | 3 novembre 2014  |
| 44 s 63       | Yu Da-Hyun           | Corée du Sud | Asian Championship 2014         | 2 novembre 2014  |
| 45 s 77       | Louis Cormier        | Canada       | Euro 2014                       | 10 août 2014     |
| 47 s 82       | Bálint Bodor         | Hongrie      | Hungarian Open 2012             | 8 septembre 2012 |
| 48 s 80       | Simon Westlund       | Suède        | Norwegian Championship 2012     | 19 février 2012  |
| 49 s 90       | Simon Westlund       | Suède        | Danish Open 2011                | 24 avril 2011    |
| 51 s 45       | Bálint Bodor         | Hongrie      | Euro 2010                       | 3 octobre 2010   |
| 56 s 62       | Bálint Bodor         | Hongrie      | Slovenian Open 2010             | 24 avril 2010    |
| 1 min 04 s 34 | Erik Akkersdijk      | Pays-Bas     | Danish Open 2009                | 5 avril 2009     |
| 1 min 07 s 70 | Erik Akkersdijk      | Pays-Bas     | Belgian Open 2008               | 3 février 2008   |
| 1 min 14 s 02 | Erik Akkersdijk      | Pays-Bas     | Swedish Cube Day 2007           | 15 décembre 2007 |
| 1 min 18 s 86 | Erik Akkersdijk      | Pays-Bas     | Dutch Open 2007                 | 14 octobre 2007  |
| 1 min 19 s 16 | Erik Akkersdijk      | Pays-Bas     | World Championship 2007         | 7 octobre 2007   |
| 1 min 28 s 06 | Stefan Pochmann      | Allemagne    | Dutch Open 2006                 | 15 octobre 2006  |
| 1 min 33 s 76 | Stefan Pochmann      | Allemagne    | German Open 2006                | 22 avril 2006    |